# Uintaceras
Uintaceras ist eine ausgestorbene Gattung der Nashörner, die während des oberen Eozäns vor 42 bis 46 Millionen Jahren im heutigen Nordamerika lebte. Es handelt sich um einen der frühesten Nashornvertreter überhaupt mit relativ kleiner Statur. Dabei zeigte Uintaceras bereits Anpassungen an den schwerfälligen Gang der späteren Nashörner. Funde sind bisher nur aus zwei Gebieten im westlichen Teil der USA bekannt.

## Merkmale
Uintaceras war ein kleiner bis mittelgroßer Vertreter der Nashörner, kennzeichnend für ihn war ein nicht auf schnelles Laufen ausgelegter Bewegungsapparat. Der Schädel wurde etwa 36 cm lang und war damit relativ klein, zudem hatte er eine schmale Form mit nur wenig ausladenden Jochbeinen. Das Rostrum besaß gegenüber dem hinteren Schädelbereich nur eine kurze Gestaltung, war dafür aber recht hoch. Das Hinterhauptsbein war nicht ausgezogen, sondern eher rechtwinklig geformt, während das Nasenbein schwach entwickelt war und keine Ansatzstellen für ein Horn zeigte, was typisch für sehr frühe Nashörner ist. Der Naseninnenraum war nicht sehr ausgedehnt und reichte nur bis zum ersten Prämolaren, während die Orbita sich oberhalb des ersten und zweiten Molaren befand. Untypisch für heutige Nashörner besaß Uintaceras einen ausgeprägten Scheitelkamm. Die vordere Bezahnung ist nicht hinreichend bekannt – einige isolierte Schneidezähne wiesen eine klingenartige Form auf –, die hintere umfasste vier Prämolaren und drei Molaren je Kieferast. Die vorderen Backenzähne zeigten keinerlei Molarisierung und unterschieden sich dadurch stark von den hinteren, die sich durch deutlich gefalteten Zahnschmelz auszeichneten. In ihren Merkmalen ähnelten die Backenzähne darüber hinaus weitgehend jenen anderer früher Unpaarhufer und besaßen charakteristisch niedrige Zahnkronen (brachyodont). Größter Zahn im Gebiss war der letzte Molar mit einer Länge von etwa 3,3 cm.
Das postcraniale Skelett ist weitgehend bekannt, liegt aber überwiegend nur stark fragmentiert vor. Kennzeichnend sind die Vordergliedmaßen, die einen langen Oberarmknochen gegenüber einem kürzeren Radius zeigen, der nur rund 80 % der Länge des Humerus erreichte, was typisch ist für Nashörner mit ihrem häufig schwerfälligen Gang. Die nahe verwandten Indricotheriidae besaßen dagegen längere untere Vordergliedmaßen und stammten so von schnellläufigeren Vorfahren ab. Außerdem war bei Uintaceras der Radius nicht mit der Ulna verwachsen. Der Vorderfuß besaß ebenfalls typischerweise vier Strahlen (Metacarpus II bis V) mit einem besonders ausgeprägten dritten Strahl. Ebenso sind die Hinterbeine überliefert, wobei der Oberschenkelknochen teilweise beschädigt ist. Schienbein und Wadenbein waren nicht verwachsen. Der Hinterfuß wies drei Strahlen auf (Metatarsus II bis IV).

## Fossilfunde
Funde von Uintaceras konnten bisher an zwei Lokalitäten im westlichen Teil der USA entdeckt werden. Hierzu gehören ein Schädel und ein Großteil des postcranialen Skelettes aus dem Uinta-Becken im US-Bundesstaat Utah. Diese Funde umfassen auch den Holotyp (Exemplarnummer CM 12004). Weitere Fossilien umfassen Schädel- und Unterkieferfragmente. Der zweite Fundpunkt stellt die Washakie-Formation im Sweetwater County in Wyoming dar. Hier kamen fragmentierte Schädel sowie Ober- und Unterkieferreste zum Vorschein. Alle Funde gehören ins frühe Obereozän und sind zwischen 46 und 42 Millionen Jahre alt (lokalstratigraphisch Uintum).

## Systematik
Uintaceras ist eine Gattung, die verschiedentlich der Familie der Nashörner zugeordnet wird. Innerhalb dieser gilt sie als einer der urtümlichsten Vertreter und als nahe verwandt mit Teletaceras aus dem späten Eozän Nordamerikas und Asiens, eine weitere verwandte Gattung ist das nordamerikanische Penetrigonias. Alle diese Formen werden in einigen Systematiken als Stammgruppe der Nashörner aufgefasst, aus der sich die späteren Unterfamilien wie die Diceratheriinae, Aceratheriinae und Rhinoceratheriinae entwickelten. Die letztere Gruppe umfasst die heute noch lebenden, modernen Vertreter der Nashörner. Die Zuweisung basiert weitgehend auf der ursprünglichen Beschreibung der Fossilien. Nach neueren phylogenetischen Studien steht Uintaceras aber außerhalb der eigentlichen Nashörner und bildet gemeinsam mit Teletaceras die Basis der gesamten Nashornverwandtschaft (Rhinocerotoidea). Ein Grund für die Ausweisung aus den eigentlichen Nashörnern findet sich in der abweichenden Struktur des Zahnschmelzes bei Uintaceras.
Die ersten Fossilien, zwei Unterkieferfragmente und der Rest eines Oberkiefers aus dem Uinta-Becken, hatte bereits 1919 O. A. Peterson als Hyrachyus grande beschrieben und damit zu den ursprünglichsten Vertretern der Rhinocerotoidea oder der Tapiroidea gestellt; Horace Elmer Wood korrigierte den Namen 1934 in H. grandis. Im Jahr 1967 verwies Leonard Radinsky die Funde zu Forstercooperia, dem stammesgeschichtlich ältesten Angehörigen der Indricotheriidae, Verwandten der Nashörner, die mit Paraceratherium das größte landlebende Säugetier der Erdgeschichte hervorgebracht hatten. Zudem wäre dies damit der einzige Vertreter dieser Unpaarhufergruppe auf nordamerikanischem Boden gewesen. Neufunde aus dem Uinta-Becken Utahs veranlassten Luke T. Holbrook und Spencer George Lucas 1997 Uintaceras zu beschreiben, den sie darauf zu den ursprünglichen Nashörnern stellten. Die Gattung ist monotypisch und enthält die einzige Art U. radinskyi. Dabei verweist der Gattungsname Uintaceras einerseits auf das fundführende Uinta-Becken, das griechische Wort κέρας (kéras „Horn“) weiterhin auf die Verwandtschaft mit den Nashörnern. Der Artname radinskyi ehrt den Paläontologen Leonard Radinsky und seine Verdienste um die Erforschung der Unpaarhufer allgemein und der Ceratomorpha speziell.